# Macrostomus divisus
Macrostomus divisus är en tvåvingeart som beskrevs av Smith 1962. Macrostomus divisus ingår i släktet Macrostomus och familjen dansflugor. Inga underarter finns listade i Catalogue of Life.